# Vlag van De Schipbeek

Vlag van De Schipbeek
(1981-1997)

De vlag van De Schipbeek is op 16 december 1981 vastgesteld als de vlag van het waterschap De Schipbeek. De vlag kan als volgt worden beschreven:
Vijf banen van rood, geel, blauw, geel en zwart over het geheel een witte diagonale balk van onder naar boven van 1/5 vlaghoogte, beladen met drie smalle rode keper die naar de vlucht wijst.
Het Waterschap De Schipbeek vierde op 16 december 1981 zijn 100-jarig bestaan, Deze gelegenheid werd door het personeel aangegrepen om het bestuur een vlag te overhandigen, ontworpen door een voormalige medewerker van het waterschap, de heer J. van der Zwaag.
De Schipbeek stroomt door de provincies Overijssel en Gelderland. Blauw, geel en zwart zijn de kleuren van de Gelderse vlag - deze kleuren domineren de rechterhelft van de vlag, terwijl de kleuren van de Overijsselse vlag, rood, geel en blauw zijn. De diagonale witte balk met de rode kepers symboliseren het water en de sloten in de Schipbeek, en het werk van het waterschap. Geel en zwart symboliseren ook de relatie met de stad Deventer; wit en rood zijn de kleuren van het wapen van Schipbeek. Zwart, rood en geel, tot slot, zijn de kleuren van de Bondsrepubliek Duitsland, waar de beek vandaan komt. De kleuren van de vlag zijn ontleend aan het wapen. De vlag is goedgekeurd door de Hoge Raad van Adel.
Vanaf 1997 is de vlag niet langer als de vlag van deze waterschap in gebruik omdat het waterschap De Schipbeek in het nieuwe waterschap Rijn en IJssel op is gegaan.

## Verwante afbeeldingen

Wapen van De Schipbeek

Aa en Maas · Amstel, Gooi en Vecht · Brabantse Delta · Delfland · De Dommel · Drents Overijsselse Delta · Fryslân · Hollands Noorderkwartier · Hollandse Delta · Hunze en Aa's · Limburg · Noorderzijlvest · Rijn en IJssel · Rijnland · Rivierenland · Scheldestromen · Schieland en de Krimpenerwaard · De Stichtse Rijnlanden · Vallei en Veluwe · Vechtstromen · Zuiderzeeland
Voormalige waterschappen: 
De Aa · De Aarlanden · Alblasserwaard en de Vijfheerenlanden · De Alm · Amelander Grieën · Amstel- en Gooiland · Amstelland · Boarn en Klif · De Bovenvecht · Drentse Aa · Duurswold · Eemszijlvest · Goeree-Overflakkee · Gouwelanden · Groot Maas en Waal · Groot-Haarlemmermeer · Groot-Waterschap van Woerden · Groote Waard · Haarlemmermeerpolder · Hulster Ambacht · IJsselmonde · Krimpenerwaard · Land van Heusden en Altena · Het Lange Rond · Lauwerswâlden · Leidse Rijn · Linge · De Maaskant · Het Maasterras · Mark en Dintel · Marne-Middelsee · Meer en Woude · De Middelsékrite · De Nederwaard · Noord-Beveland · Noord- en Zuid-Beveland · Noord-Limburg · Noord-Veluwe · Noordhollands Noorderkwartier · Noordoostpolder · Noordwoude · Oldambt · Oude IJssel · De Overwaard · De Proosdijlanden · Purmer · Regge en Dinkel · De Runde · Salland · Schermer · Schieland · De Schipbeek · Schouwen-Duiveland · Sevenwolden · De Stellingwerven · Tholen · Tusken Waed en Ie · Uitwaterende Sluizen in Kennemerland en West-Friesland · De Vechtlanden · De Vier Noorder Koggen · Het Vrije van Sluis · De Waadkant · Walcheren · Waterland · De Waterlanden · Westergo's IJsselmeerdijken · Westerkwartier · Westfriesland · Wilck en Wiericke · Wilhelminapolder · Zuiveringschap Limburg